# Eriogonum heracleoides
Eriogonum heracleoides är en slideväxtart som beskrevs av Thomas Nuttall. Eriogonum heracleoides ingår i släktet Eriogonum och familjen slideväxter. Utöver nominatformen finns också underarten E. h. leucophaeum.